# Хейнеман, Дейв
Дэвид Юджин «Дейв» Хейнеман (англ. David Eugene «Dave» Heineman; род. 12 мая 1948, Фолс-Сити, Небраска) — американский политик, представляющий Республиканскую партию. 39-й губернатор Небраски.

## Биография

### Ранние годы и образование
Семья Хейнеманов жила в разных местах восточной Небраски. После окончания средней школы в Ваху, Хейнеман в 1970 году окончил Военную академию. Отслужив пять лет в армии, он вышел в запас в звании капитана. Хейнеман также прошёл программу подготовки рейнджеров.

### Политическая карьера
С 1990 по 1994 год Хейнеман работал в городском совете Фримонта. Он также два срока, с 1994 по 2001 год, занимал должность казначея штата Небраска, а 1 октября 2001 года был назначен 37-м вице-губернатором Небраски. На свой первый полный срок в качестве вице-губернатора он был избран в 2002 году.
Хейнеман стал губернатором 20 января 2005 года, после того, как Майк Йоханнс вышел в отставку, чтобы занять пост министра сельского хозяйства США в кабинете президента Джорджа Буша-младшего. 11 апреля 2005 года Хейнеман объявил, что будет добиваться избрания на полный четырёхлетний срок. На всеобщих выборах 7 ноября 2006 года он победил демократа Дэвида Хана, набрав 73,4 % голосов, что стало одним из лучших результатов в истории Небраски.
Как губернатор, Хейнеман сотрудничал с законодательными органами власти для крупнейшего снижения налогов в истории штата. Одним из главных приоритетов своей деятельности он сделал сельскохозяйственные вопросы. Он также помог заключить торговые сделки с Тайванем и Кубой на экспорт пшеницы, сои и других товаров, а также был сторонником увеличения производства этанола. 13 апреля 2010 года Хейнеман подписал закон о запрете абортов после 20-й недели беременности.

### Личная жизнь
Хейнеман женат на Салли Ганем, бывшей учительнице начальной школы. У них есть сын.